# Силезийски университет в Катовице
Силезийският университет (на полски: Uniwersytet Śląski w Katowicach) е един от големите университети в Полша. Разположен е в Катовице, Югозападна Полша.

## История
Силезийският университет е правоприемник на Педагогическия институт в Катовице (на полски: Instytut Pedagogiczny w Katowicach), основан през 1928 г. През 1950 г. институтът получава името Висше педагогическо училище в Катовице (на полски: Wyższa Szkoła Pedagogiczna w Katowicach). През 1965 г. училището се обединява с филиала в Катовице на Ягелонския университет в Краков. През 1968 г. училището е преименувано на Силезийски университет в Катовице, превръщайки се в деветия по ред на създаването си университет в Полша.
Днес университетът има 13 факултета, 23 института и 75 департамента.

## Галерия
- Факултет по информатика
- Факултет по науки за земята
- Филологически факултет
- Факултет по социални науки
- Институт по физика
- Биологически факултет
- Химически факултет
- Факултет по право и администрация
- Факултет по теология
- Филиал в Чешин

## Известни преподаватели
- Кшищоф Зануси (р. 1939)
- Кшищоф Кешльовски (1941 – 1996)